# 天兵童子 完結篇 日の丸初陣
『天兵童子 完結篇 日の丸初陣』（てんへいどうじ かんけつへん ひのまるしょじん）は、1955年に公開された日本映画。製作は東映京都撮影所。配給は東映。モノクロ、スタンダード。　

## スタッフ
- 製作：大川博
- 企画：大森康正、近藤経一
- 原作：吉川英治「天兵童子」
- 脚本：結束信二
- 音楽：小沢秀夫
- 撮影：吉田貞次
- 録音：中山茂二
- 照明：福田晃市
- 監督：内出好吉

## キャスト
- 天兵童子：伏見扇太郎
- 小百合：千原しのぶ
- 千尋：星美智子
- 銅八：市川小太夫
- 南木菩提次：原健策
- 石川車之助：堀雄二
- 馬蝿のぶん助：中野雅晴
- 河童の弥太郎：津村礼司
- 片目の目加市：楠本健二
- 茨木の石丸：舟津進
- とんがりちょっ平：谷俊夫
- 足助孫六：大文字秀介
- 宇佐大八：大丸巌
- 羽柴筑前守：宇佐美淳也
- 清水長左衛門宗治：岡譲司
- 黒田官兵衛：高松錦之助
- 加藤虎之助：原京市
- 福島市松：島田秀男
- 牢番与吾六：水野浩
- 腰元：赤木春恵